# کونگمووته
کونگمووته (به لهستانی:  Koniemłoty) یک روستا در لهستان است که در گمینا ستاشوو واقع شده‌است.
 کونگمووته   ۱۹۶٫۱ متر بالاتر از سطح دریا واقع شده‌است.